# مزخرفاتی که پدرم می‌گوید
مزخرفاتی که پدرم می‌گوید (به انگلیسی: $#*! My Dad Says) یک مجموعه تلویزیونی کمدی آمریکایی است که توسط تلویزیون برادران وارنر ساخته شده و از کانال CBS پخش می‌شد.

این فیلم بر اساس اکانت تویتری با همین نام متعلق به «جاستین هلپرن» و نقل قول‌هایی از پدرش سم ساخته شده‌است.
این سریال از ۲۳ سپتامبر ۲۰۱۰ شروع شد و در ۱۵ می ۲۰۱۲ ، CBS لغو این سریال را اعلام کرد.

## داستان
اد گودسون (ویلیام شاتنر) یک مرد 72 سالهٔ بسیار خودرای است که 3 بار طلاق گرفته و 2 پسر بزرگسال به نام‌های او هنری و وینس دارد که به بیهوده گویی‌های ناخواسته و اغلب به لحاظ سیاسی نادرست او عادت کرده‌اند.

هنگامی که هنری (جاناتان سادوفسکی) ، یک نویسنده و وبلاگ‌نویس تلاشگر ، به دلیل بدهکار شدن و بی پولی ، دیگر نمی‌تواند اجاره خود را پرداخت کند ، مجبور می‌شود به نزد پدرش برود تا از او پول قرض بگیرد که مسائل جدیدی در مشکل دار رابطه پدر و پسری آن‌ها ایجاد می‌کند.

هنری هفته‌ها به عنوان یک نویسنده نتوانست کار خوبی بیابد که بیشتر بخاطر فقدان موضوع خوب بود ، وقتی که در نهایت کار مناسبی پیدا کرد ، در طول مصاحبه اد با یک تماس تلفنی غیر منطقی مصاحبه اش را دچار وقفه می‌کند.حرف‌هایی که پدرش زد در ذهن ویرایشگری که در مصاحبه حضور داشت جرقه زد و هنری در نهایت استخدام شد ، اما مجبور است برای ادامه کار خود ، با اد زندگی کند ، زیرا دسترسی آسان تری به موضوع ، از طریق چرندیاتی که ناخواسته پدرش میگوید، دارد.از این رو عنوان نوشته‌هایش را «مزخرفاتی که پدرم می‌گوید» گذاشت .

هنری دارای یک برادر ناتنی به نام وینس (ویل ساسو) است که رابطهٔ بهتری با پدرش دارد.

## بازیگران
- ویلیام شاتنر به عنوان دکتر ادیسون میلفورد «اد» گودسون سوم
- جاناتان سادوفسکی به عنوان هنری گودسون
- ویل ساسو به عنوان وینس گودسون
- نیکول سالیوان به عنوان بانی گودسون
- تیم بگلی به عنوان تیم

## بینندگان
| فصل ۱ | قسمت‌ها | زمان پخش (EST)   | شروع            | پایان         | بینندگان (در میلیون) |
| ----- | ------ | ---------------- | --------------- | ------------- | -------------------- |
| ۱     | ۸۱۸    | سه‌شنبه ۸:۳۰ ب. ظ | ۲۳ سپتامبر ۲۰۱۰ | ۱۷ فوریه ۲۰۱۱ | 10.69                |

## پیوند به خارج
- $#*! My Dad Says در بانک اطلاعات اینترنتی فیلم‌ها (IMDb)
- $#*! My Dad Says در تی‌وی.کام